# Aleuroplatus cadabae
Aleuroplatus cadabae es un hemíptero de la familia Aleyrodidae, con una subfamilia: Aleyrodinae.
Fue descrita científicamente por primera vez por Priesner & Hosny en 1934.